# La Estancia, Santa Cruz Tayata
La Estancia är en ort i Mexiko.   Den ligger i kommunen Santa Cruz Tayata och delstaten Oaxaca, i den sydöstra delen av landet, 280 km sydost om huvudstaden Mexico City. La Estancia ligger 2 236 meter över havet och antalet invånare är 316.
Terrängen runt La Estancia är kuperad. Runt La Estancia är det ganska glesbefolkat, med 24 invånare per kvadratkilometer. Närmaste större samhälle är Heroica Ciudad de Tlaxiaco, 19,2 km sydväst om La Estancia. Trakten runt La Estancia består i huvudsak av gräsmarker.